# Gahadavala

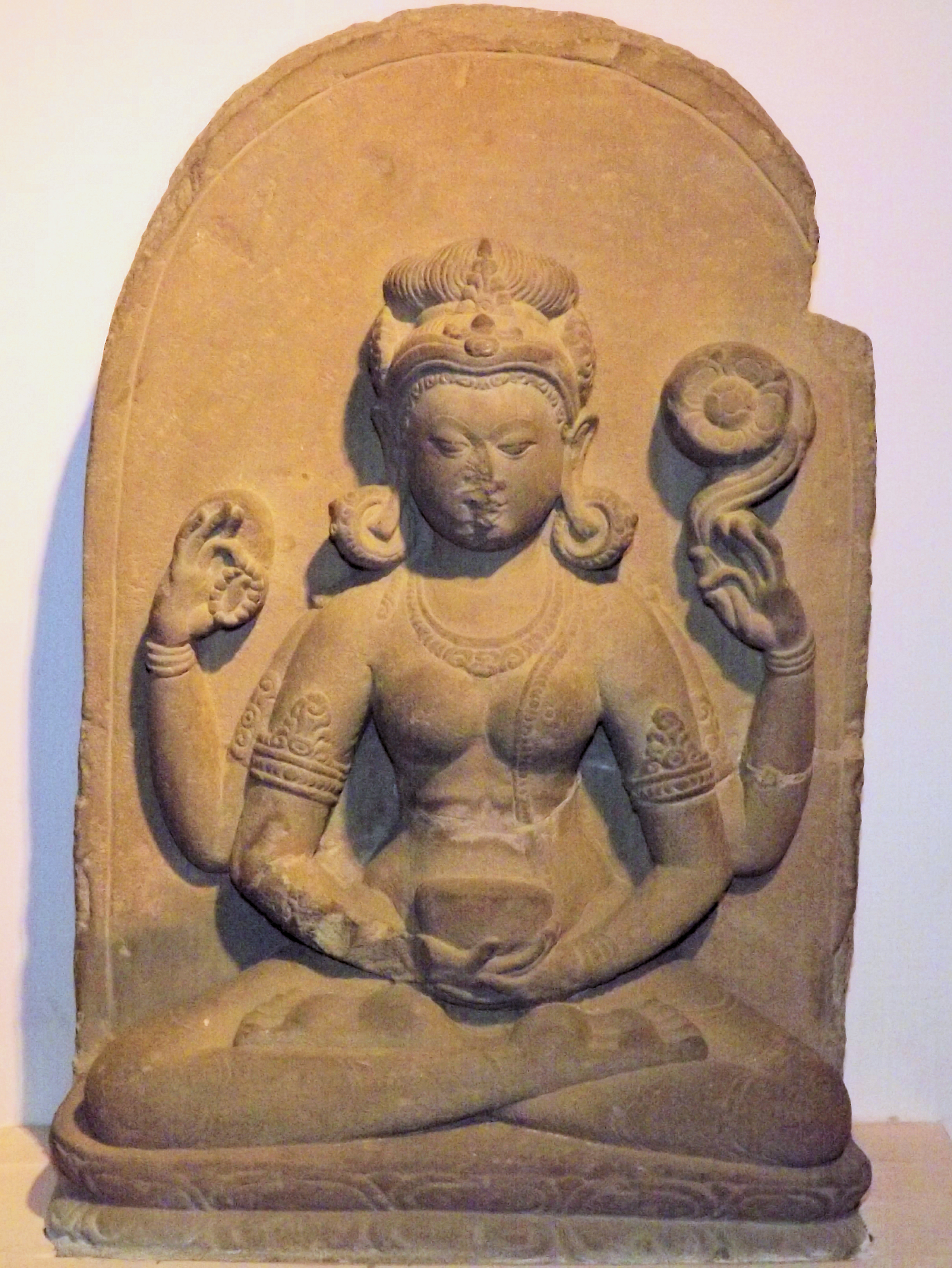
Chunda, Sarnath, 11ème siècle, dynastie Gahadalava.

La  dynastie rajput des Gahadavala de Kanauj a régné en Inde du Nord au XIIe siècle avec pour capitale Kasi. Le raja Govinda Chandra règne de 1114 à 1154 sur Ayodhya et la région de Delhi. Son successeur Jayachandra est vaincu et tué par le gouverneur ghuride Qûtb ud-Dîn Aibak en 1194 et Kanauj est intégré au sultanat de Delhi.